# Yenimahalle
Yenimahalle là một huyện thuộc tỉnh Ankara, Thổ Nhĩ Kỳ. Huyện có diện tích 274 km² và dân số thời điểm năm 2007 là 614778 người, mật độ 2244 người/km².